# Giovanni Gao Kexian
Giovanni Gao Kexian (高可賢S, Gāo KěxiánP; Shandong, aprile 1927 – Shandong, 24 gennaio 2005) è stato un vescovo cattolico cinese.

## Biografia
Gao Kexian è stato vescovo della diocesi di Zhoucun (dal 1993) e amministratore apostolico della diocesi di Yantai (dal 1997), nello Shandong.
Nato da una famiglia cattolica da diverse generazioni, fu ordinato sacerdote nel 1983 subendo la persecuzione del governo cinese non avendo accettato di aderire all'associazione patriottica cattolica cinese controllata dal Governo.
Per esercitare il suo ministero pastorale ha vissuto per decenni, tra un arresto e l'altro, come prete clandestino. Fu anche insegnante in uno dei seminari clandestini dello Hebei.
Arrestato un'ultima volta nell'ottobre del 1999 e detenuto presumibilmente in una prigione nel Nord della Cina. Nel 2002 il presidente degli Stati Uniti George W. Bush, in visita ufficiale in Cina, preoccupato per la sorte di Gao Kexian ne chiese inutilmente la liberazione a Jiang Zemin.
Morì nel 2005.

## Genealogia episcopale
La genealogia episcopale è:
- Cardinale Scipione Rebiba
- Cardinale Giulio Antonio Santori
- Cardinale Girolamo Bernerio, O.P.
- Arcivescovo Galeazzo Sanvitale
- Cardinale Ludovico Ludovisi
- Cardinale Luigi Caetani
- Cardinale Ulderico Carpegna
- Cardinale Paluzzo Paluzzi Altieri degli Albertoni
- Papa Benedetto XIII
- Papa Benedetto XIV
- Papa Clemente XIII
- Cardinale Marcantonio Colonna
- Cardinale Giacinto Sigismondo Gerdil, B.
- Cardinale Giulio Maria della Somaglia
- Cardinale Carlo Odescalchi, S.I.
- Cardinale Costantino Patrizi Naro
- Cardinale Serafino Vannutelli
- Cardinale Domenico Serafini, Cong. Subl. O.S.B.
- Cardinale Pietro Fumasoni Biondi
- Arcivescovo Mario Zanin
- Cardinale Paul Yü Pin
- Arcivescovo Giuseppe Ferruccio Maurizio Rosà, O.F.M.
- Vescovo Peter Joseph Fan Xueyan
- Vescovo Francis Zhou Fangji
- Vescovo Peter Liu Guandong
- Vescovo Joseph Li Bingyao, S.V.D.
- Vescovo Giovanni Gao Kexian